# Zbigniew Haupt
Zbigniew Andrzej Haupt (ur. 25 maja 1947 w Lesznie) – polski urzędnik państwowy i samorządowiec, wojewoda (1994–1997) i starosta leszczyński (1998–2006).

## Życiorys
Jest absolwentem dwóch poznańskich uczelni: Wyższej Szkoły Rolniczej (1971) i Akademii Wychowania Fizycznego (1976). Pracował w Kombinacie PGR Przybysław, Państwowym Technikum Hodowli Roślin i Nasiennictwa w Bojanowie i Zespole Szkół Rolniczych w Lesznie. Był sekretarzem komitetu wojewódzkiego Zjednoczonego Stronnictwa Ludowego w Lesznie.
Później zatrudniony m.in. w Wojewódzkim Ośrodku Ruchu Drogowego. W 1994 został powołany na wojewodę leszczyńskiego z ramienia PSL. Z urzędu odszedł w 1997, był członkiem Rady Powiatu Leszczyńskiego oraz starostą przez dwie kadencje. Kandydował w wyborach parlamentarnych w 2001, jednak nie uzyskał mandatu. W wyborach w 2006 został wybrany na radnego sejmiku wielkopolskiego. Cztery lata później uzyskał reelekcję. W 2014 zrezygnował z ponownego kandydowania.
Jako działacz społeczny został m.in. wiceprezesem zarządu Fundacji na rzecz Rozwoju Państwowej Wyższej Szkoły Zawodowej im. Jana Amosa Komeńskiego w Lesznie, zarządu Stowarzyszenia im. Eugeniusza Kwiatkowskiego w Poznaniu, a także wiceprezesem Leszczyńskiego Klubu Lekkoatletycznego „Krokus” w Lesznie.
Odznaczony Złotym Krzyżem Zasługi (1999) oraz Odznaką Honorową za Zasługi dla Samorządu Terytorialnego (2015).